# Philipp Ruch

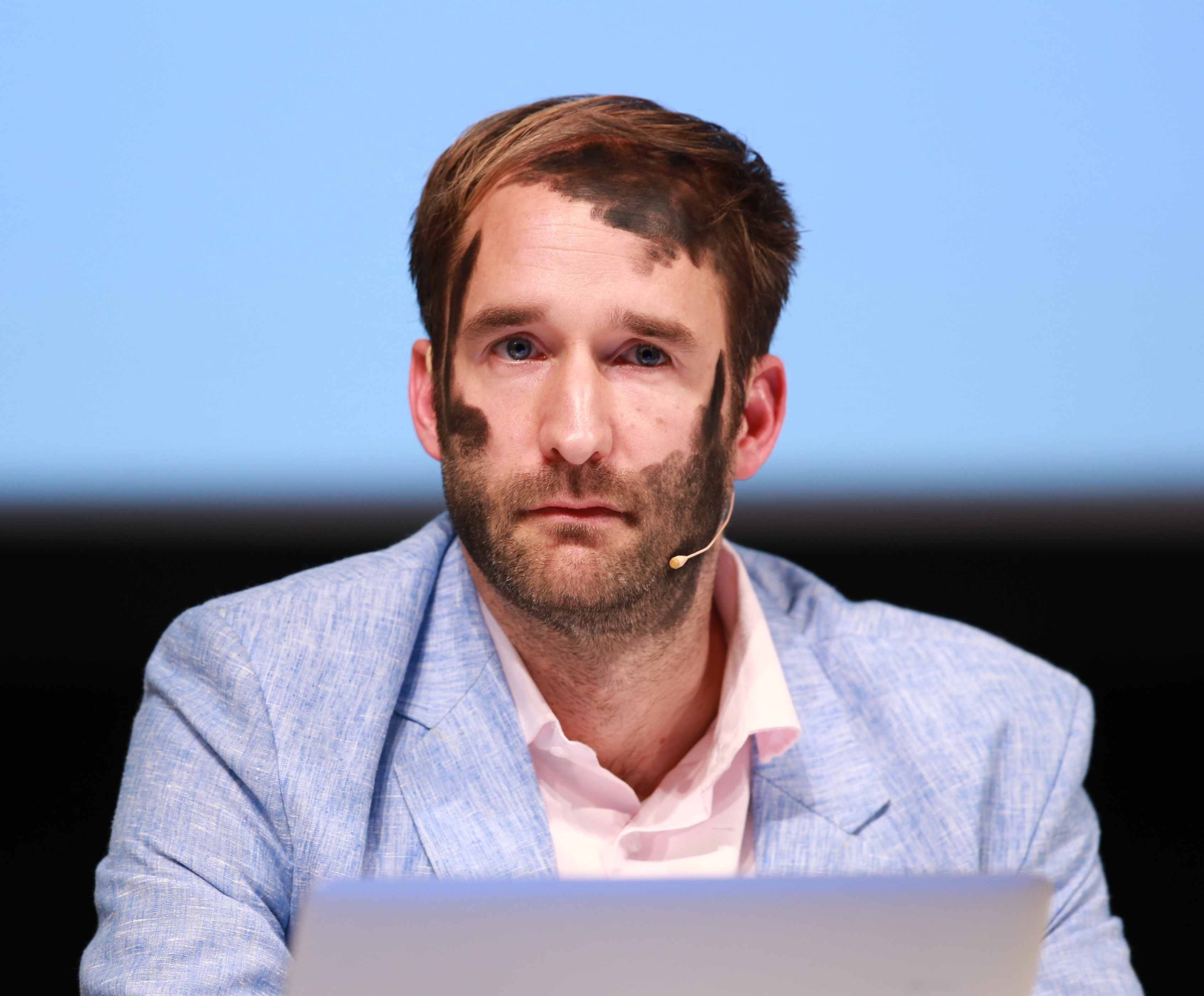
Philipp Ruch (2017)

Philipp Ruch (* 16. März 1981 in Dresden) ist ein Schweizer Aktionskünstler. Er gründete das Zentrum für Politische Schönheit. Zusammen mit anderen Künstlern setzt er sich in umstrittenen öffentlichen Aktionen gegen Genozide und für die Akzeptanz von Flüchtlingen ein.

## Leben und Werdegang
Philipp Ruch ist Sohn einer DDR-Bürgerin und eines Schweizers, der in Dresden lebte. Beide Eltern sind Psychologen. Ruch wuchs im Stadtteil Weißer Hirsch auf, bis im Juli 1989 die DDR der Familie wegen der Nationalität des Vaters die ständige Ausreise in die Schweiz gestattete. Von 1996 bis 1999 besuchte Ruch die Handelsschule in Bern, arbeitete dann bei einer Filmpromotionsfirma in Zürich und ging 2001 nach Deutschland zurück. Er wollte „an einem ruhigen Ort Drehbücher schreiben“.
Ruch studierte bis 2009 politische Philosophie an der Humboldt-Universität und arbeitete am Max-Planck-Institut für Bildungsforschung im Forschungsbereich Geschichte der Gefühle. Seine Magisterarbeit verfasste er unter dem Titel: Der homerische Brustkasten in der Philosophie der Antike, eine Studie zu den Körperkonzeptionen von Homer bis Lukrez, unter der Betreuung von John Michael Krois. Er hat bei Herfried Münkler und Hartmut Böhme über „Ehre und Rache – Eine Gefühlsgeschichte des antiken Rechts“ promoviert. Er war Stipendiat bei der Kolleg-Forschergruppe Bildakt und Verkörperung, die von Horst Bredekamp geleitet wird.
Ruch ist Mitgründer des PEN Berlin. Er lebt in Berlin und hat einen Sohn und eine Tochter.

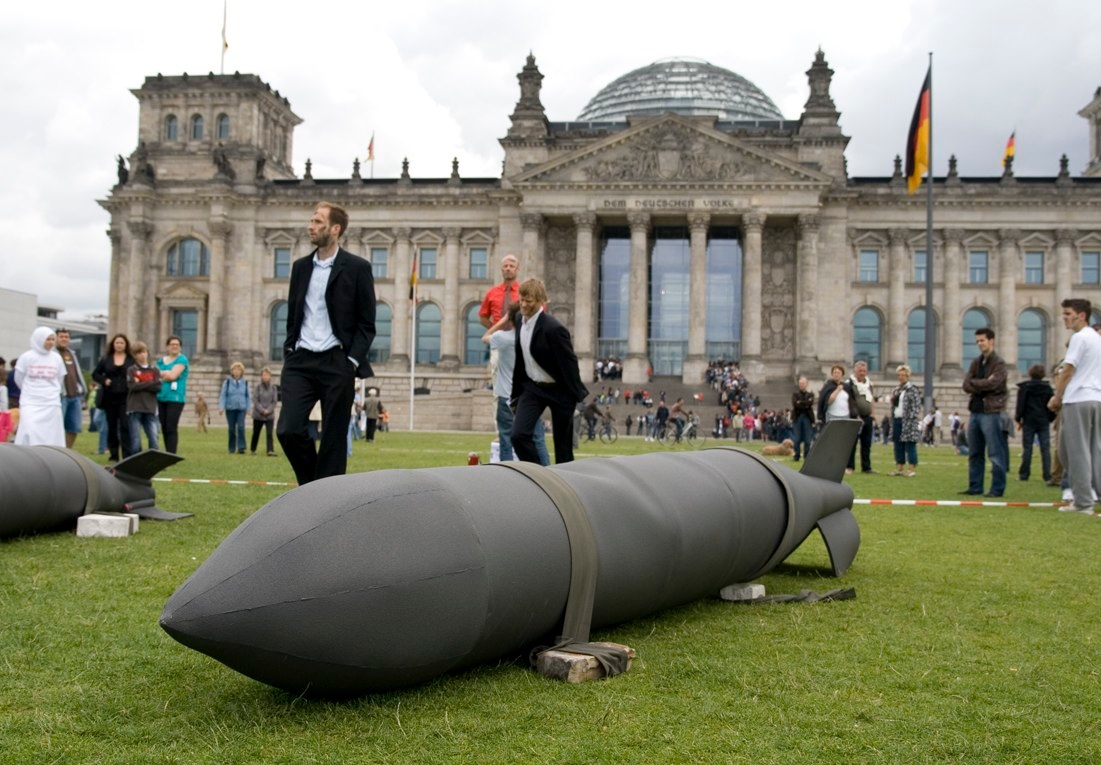
Philipp Ruch (vorne links) bei der Aktion „Lethe-Bomben“ des Zentrums für politische Schönheit vor dem Reichstagsgebäude (2009)

2008 gründete er das Zentrum für Politische Schönheit, dessen künstlerischer Leiter er ist. Seitdem trat er mit radikalen Aktionen im öffentlichen Raum in Erscheinung. Als seine Aufgabe und die des Zentrums sieht er an, „die Gleichgültigkeit meiner Generation zu durchbrechen“.
Zu seinen Vorbildern zählt er Hillel Kook, Varian Fry, Elie Wiesel, Rupert Neudeck und Christian Schwarz-Schilling. Die Aktionskunst von Christoph Schlingensief vor 2003 sei für ihn ein großes Vorbild. Jedoch habe Schlingensief „zu installativ gearbeitet, zu ichbezogen agiert“. Teilweise bedient sich Ruch auch bei Schlingensiefs Ideen, wie beispielsweise bei der Aktion „Schweiz Entköppeln“.
Ruchs Name fand sich auch auf der Feindesliste von Franco A., die bei den Terrorermittlungen gegen Bundeswehrsoldaten ab 2017 bei seinem Kameraden Maximilian T. gefunden wurde. Ruchs künstlerische Arbeit trug ihm mehrfach Morddrohungen ein.
Die Bundeszentrale für politische Bildung lud Ruch zunächst zu einem Vortrag auf ihrem Bundeskongress am 7. März 2019 in Leipzig ein, zog die Einladung auf Anweisung des Bundesinnenministeriums jedoch wieder zurück. Es folgte Kritik am Vorgehen des Bundesinnenministeriums von zehn SPD-Bundestagsabgeordneten, die auch Mitglieder im Kuratorium der Bundeszentrale waren, sowie weiteren Abgeordneten von SPD, Linken und FDP. Die Grünen sprachen von einem „Angriff auf die Meinungsfreiheit“. Dagegen befürworteten Abgeordnete von Union und AfD die Ausladung Ruchs. Eine Sprecherin des Bundesinnenministeriums begründete die Ausladung mit der Aktion Soko Chemnitz. Der Pressesprecher der Bundeszentrale für politische Bildung sagte: „Aktionen wie diese tragen dazu bei, eine Polarisierung der politischen Debatte voranzutreiben und einer Spaltung der Gesellschaft Vorschub zu leisten.“
Im April 2019 deckte eine Kleine Anfrage im Thüringer Landtag auf, dass die Staatsanwaltschaft Gera 16 Monate wegen des Verdachts auf Bildung einer kriminellen Vereinigung (§ 129 StGB) gegen Ruch ermittelt hatte. Mehrere Medien stellten die Neutralität des zuständigen Staatsanwaltes Martin Zschächner infrage. Die FAZ sprach bei der Sichtung anderer juristischer Entscheidungen von einem „Waterloo von einer Begründung“. Nach Recherchen von Zeit Online soll Zschächner der AfD Thüringen nahestehen, der Höcke vorsteht. Heribert Prantl kommentierte die Ermittlungen in der Süddeutschen Zeitung: „Mit § 129 wird üblicherweise gegen Rockerbanden und Drogenkartelle ermittelt. Solche Ermittlungen wegen der Bildung einer kriminellen Vereinigung setzen voraus, dass besonders schwere Straftaten begangen oder geplant werden – Mord, Totschlag, Raub, Vergewaltigung, Drogenhandel. Sie ermöglichen einen intensiven Zugriff auf die Verdächtigen. […] Es entsteht so der Eindruck, dass sich die Staatsanwaltschaft Gera in Gestalt des Staatsanwalts Zschächer zu Höckes Handlanger macht. Es riecht nach Rechtsbeugung.“ Der Rechtsanwalt und Notar Peter Raue äußerte sich ähnlich empört: „Ich kenne keinen einzigen vergleichbaren Fall! Ich kenne keine Gruppe, die eine intellektuelle Auseinandersetzung sucht, die nach Paragraf 129 verfolgt wurde.“ Auch der Präsident des deutschen Strafverteidigerbundes Jürgen Möthrath, der Professor für Strafrecht Uwe Scheffler und der Professor für Verfassungsrecht Christoph Möllers äußerten sich ähnlich: „Es ist meines Wissens noch nie passiert, dass Kunst im Zusammenhang mit der Bildung einer kriminellen Vereinigung eine Rolle gespielt hätte.“ Das Verfahren wurde nur fünf Tage nach Bekanntwerden vom Justizminister Thüringens eingestellt.

## Bücher

### Schluss mit der Geduld(2019)
In seinem Buch Schluss mit der Geduld setzte Ruch sich mit der Rolle der Vorstellungskraft im Spannungsfeld zwischen Journalismus und Politik auseinander. Humanität entstehe erst aus Fiktion und Fantasie: „Eine meiner wichtigsten Entdeckungen bestand in der Erkenntnis, dass wir nicht aus Mangel an gutem Willen oder aus purer Bösartigkeit unfähig sind, uns in die Lage anderer Menschen zu versetzen. Wir sind immer nur aus Mangel an Vorstellungskraft unfähig dazu mitzuleiden.“ Zudem vertritt er die Auffassung, dass sich ein zivilisatorischer Zusammenbruch in moralischer Hinsicht weitgehend unbemerkt ereignet haben könnte: „Die Historiker sind unsere Kinder. Vor ihnen werden wir keine Gnade finden. […] Der Blick auf uns wird auf etwas fallen, das keinen Halt geben kann – auf das Wasser. Auf das Meer. Auf den stillen Untergang Hunderttausender von Menschen in den letzten zwanzig Jahren. Auf unsere Politik. Auf unser Handeln und Nichthandeln. Das Zurückhalten der Rettungskräfte. Die mangelnde Bereitschaft, Menschenleben zu schützen. Das ist unsere Politik.“

### Es ist 5 vor 1933(2024)
Im Sommer 2024 veröffentlichte Ruch das Buch Es ist 5 vor 1933. Darin befasst er sich mit dem Marsch der Alternative für Deutschland durch die Institutionen und gelangt zu dem Schluss: „Wie soll sich die AfD entradikalisieren? […] Die Mitglieder zerfleischen sich doch schon gegenseitig. Was erwarten die Konservativen davon? Dass Fanatismus an der Macht lieblich zu schnurren beginnt? In den Runden von Maischberger, ja. Aber doch nicht in der Bundesregierung.“ Das Buch wirft einen Blick in die Zukunft und versucht zu ermitteln, „wie die Dinge enden werden“. Ruch vergleicht dabei die Wehrhaftigkeit der Weimarer Republik mit der wehrhaften Demokratie von heute. Dabei urteilt er, die Weimarer Republik habe entgegen ihres Rufes wehrhafter gegen die NSDAP agiert als die Bundesrepublik derzeit gegen die AfD: „Die Weimarer Demokratie hat, was sie wesentlich von uns unterscheidet, gegen die NSDAP gekämpft. Trotzdem ging sie unter. Dieses Fanal sollte unser Superioritätsgefühl beunruhigen, statt es zu unterfüttern. Weimar leistete erbittert Widerstand.“ Die Süddeutsche Zeitung hielt das Buch für eine „letzte Warnung vor der Katastrophe“ und beschreibt es als „Weckruf der Stunde“, der geschrieben sei „für eine sträflich phlegmatische Gesellschaft, die allzu lange zugeschaut hat und nun mit weit aufgerissenen Augen vor dem politischen Desaster“ stehe. Im Tagesspiegel erläuterte Ruch seinen Befund einer wehrhafteren Weimarer Demokratie so: „Die damalige Zeit hat nicht nur die klügsten Köpfe in den Natur- und Geisteswissenschaften hervorgebracht. Sie hatte auch brillante Politiker. Einer meiner Liebsten ist Karl Stützel, der damalige bayerische Innenminister, der drohte: ‚Verlassen Sie sich darauf, gegen die Nazis werden wir schießen, wenn es eines Tages erforderlich sein wird.‘ […] Wir haben von der Weimarer Republik eine Karikatur im Kopf, die es uns leicht macht, auf sie herabzuschauen. Die Wirklichkeit sah anders aus. Unsere Überheblichkeit resultiert aus historischem Unwissen.“

## Aktionen und Ausstellungen
Als künstlerischer Leiter zusammen mit anderen Mitgliedern des Zentrums für Politische Schönheit:
- November 2017: „Bau das Holocaust-Mahnmal direkt vor Höckes Haus!“ Das ZPS installierte einen Ableger des Denkmals für die ermordeten Juden Europas auf dem Nachbargrundstück des AfD-Politikers Björn Höcke im thüringischen Bornhagen.[37][38]
- Juni 2017: „Scholl 2017“. Das ZPS rekrutierte mit den Münchner Kammerspielen bayerische Schüler, die bereit sind, im Geiste der Geschwister Scholl bzw. der Widerstandsgruppe Weiße Rose in eine Diktatur zu reisen, um mit Flugblättern zum Sturz des Regimes aufzurufen.[39]
- Juni 2016: „Flüchtlinge fressen“. Das Zentrum suchte öffentlich nach Flüchtlingen, die bereit waren, sich vor dem Maxim Gorki Theater in einer römischen Arena von vier lebenden Tigern fressen zu lassen.[40]
- März 2016: „Schweiz Entköppeln“, als Kritik an Roger Köppel.[41]
- September 2015: „Die Brücke“. Das Zentrum verankerte eine Rettungsplattform für Flüchtlinge im Mittelmeer.[42]
- September 2015: „2099“. Ein Theaterstück aus der Zukunft am Schauspiel Dortmund.[43]
- Juni 2015: „Die Toten kommen“. Künstler des Zentrums begraben eine syrische Frau auf dem muslimischen Teil des Friedhofs Berlin-Gatow[44] und einen Mann in Berlin-Schöneberg.[45]
- November 2014 Maxim-Gorki-Theater, zeitweise Entwendung einiger Mauerkreuze, um auf die neue Mauer an den EU-Aussengrenzen aufmerksam zu machen und als Protest gegen den Tod von Flüchtlingen an diesen und Fahrt an die EU-Außengrenzen Bulgarien und Griechenland.[46][47]
- Mai 2014: „Kindertransporthilfe des Bundes“. Das ZPS suchte im Namen von Familienministerin Manuela Schwesig Pflegefamilien für 55.000 syrische Kinder, um die Kindertransporte aus den 1930er Jahren politisch zu reanimieren.[48]
- 26. Mai 2012, 7. Berlin Biennale für zeitgenössische Kunst: Lady of War[49] Aktion im öffentlichen Raum, zur Kenntlichmachung der Eigentümer der Krauss-Maffei Wegmann GmbH & Co. KG (KMW), um den „indirekten Vertriebsweg“ des von diesem Rüstungskonzern hergestellten Panzers Leopard 2 A7 + an Saudi-Arabien und über Saudi-Arabien an Drittländer publik zu machen.[50] Speziell die direkte Beteiligung von Saudi-Arabien an der Zerschlagung des arabischen Frühlings wird im Video durch eine persiflierte Werbung für den Panzertyp in den Fokus gerückt. Ein Mitglied des Aufsichtsrats von KMW, welches sich im Verlauf der Aktion öffentlich gegen den Handel mit Saudi-Arabien aussprach, wurde daraufhin aus dem Gremium entlassen.[51]
- Konzipierung für die Neue Gesellschaft für Bildende Kunst (NGBK), auf der 7. Berlin Biennale, im Zentrum für Kunst und Medientechnologie (ZKM) Karlsruhe[52]
- 2012 steirischer herbst „Truth is concrete“, 24/7 Marathon-Camp mit 150 anderen Künstlern und Gruppen[53]
- Neue Gesellschaft für Bildende Kunst (NGBK) Berlin-Kreuzberg
- 2010 „Die Säulen der Schande“,[54] Erinnerungsaktion an das Massaker von Srebrenica (die Ermordung von über 8.000 muslimischen Zivilisten im Bosnienkrieg von serbischen Einheiten). Aus über 16.000 Schuhen wurde ein acht Meter hohes und 16 Meter breites Mahnmal errichtet, wofür sowohl Schuhe der Ermordeten von deren Witwen und Müttern gespendet wurden als auch viele Bosnier ihre Schuhe zur Verfügung stellten.[55]

## Kritik
Ruch ist laut Tobias Timm „sehr darauf bedacht, nicht immer im Mittelpunkt der Kunstaktionen zu stehen“. Der Kunsthistoriker Wolfgang Ullrich kritisierte jedoch, Ruch habe starke Geltungssehnsucht und wolle mit aller Gewalt in die Geschichte eingehen. Zugleich warf er ihm Antimodernismus vor.
Der Autor Sven Böttcher erklärte daraufhin: „Wüsste Ullrich irgendwas von der Moderne (oder hätte er wenigstens  Lanier gelesen), müsste er spätestens hier einräumen, dass diese Rückbesinnung eben nicht ‚antimodern‘ ist – und eine faire Kehrtwende hinlegen.“ Der Soziologe und Kunsthistoriker Jens Kastner schrieb, Ruch inszeniere sich als „einsamer Rufer in der Wüste der Orientierungslosen“. Er vertrete einen „radikalen Sozialkonstruktivismus, der keine Macht und keine strukturellen Einschränkungen“ kenne. „Auf Strukturen abzielende Begriffe wie Kapitalismus, Sexismus oder (…) Rassismus spielen in seiner Analyse keine Rolle.“ Der Künstler Michael Sailer bezeichnete Ruchs Ruf nach „Visionen“, „großen Ideen“, „Glauben“, „Idealen“ (und „heiligen Pflicht“) in der Zeitschrift konkret als „faschistoide Parolen“.
Die Kunstkritikerin Antje Stahl wundert sich über die Vehemenz persönlicher Angriffe: „Wären diese Interpretationen nicht so radikal, müsste man über sie lachen (so persönlich wird es schließlich selten im deutschen Feuilleton). Angesichts einiger herbeizitierten und angeblichen Vorbilder für Ruchs Denken musste man sich jedoch ernsthaft wundern: Wie um Himmels Willen kommt jemand darauf, Philipp Ruch mit Hans Sedlmayr, einem österreichischen Kunsthistoriker und aktiven NSDAP-Mitglied, zu vergleichen?“ Markus Ströhlein beschuldigt Ruch der autoritären Sehnsucht nach starken Lenkern. Die „Abscheu vor der Psychoanalyse“ und der „Drang nach Tat und Erlebnis“ seien aus dem Arsenal der extremen Rechten.

## Auszeichnungen
- 2012: Deutscher Webvideopreis für das Video Schuld. Die Barbarei Europas, als Jury-Preis in der Kategorie FYI (For Your Information) – mit dem Zentrum für politische Schönheit[65]
- 2010: Preisträger des PlusPunkt Kultur Förderpreises, einer Initiative der Bundesvereinigung Kulturelle Kinder- und Jugendbildung[66]

## Veröffentlichungen
- Die Ehre im Leib. Raum und Körper als Kampfzonen politischer Superiorität. In: Ulrike Feist und Markus Rath (Hrsg.): Et in imagine ego. Facetten von Bildakt und Verkörperung, Oldenbourg Akademieverlag, Berlin 2012, ISBN 978-3-05-005945-7, S. 199–220.
- Rachedesign. Vom äußeren Fremdzwang zum inneren Gefühl. In: Milev, Yana (Hrsg.): Design Kulturen. Der erweiterte Designbegriff im Entwurfsfeld der Kulturwissenschaft, München 2013, ISBN 978-3-7705-5534-5, S. 113–126.
- Hrsg. mit Gabriele Werner: Ereignisorte des Politischen. (= Bildwelten des Wissens, Bd. 10,1) Akademie-Verlag, Berlin 2013, ISBN 978-3-05-006028-6.
- Wenn nicht wir, wer dann? Ein politisches Manifest. Ludwig Verlag, München 2015, ISBN 978-3-453-28071-7.
- Ehre und Rache. Eine Gefühlsgeschichte des antiken Rechts. Campus Verlag, Frankfurt/New York 2017, ISBN 978-3-593-50720-0.
- Schluss mit der Geduld. Jeder kann etwas bewirken. Eine Anleitung für kompromisslose Demokraten. Ludwig Verlag, München 2019, ISBN 978-3-453-28119-6.
- Es ist 5 vor 1933. Was die AfD vorhat – und wie wir sie stoppen. Ludwig Verlag, München 2024, ISBN 978-3-453-28175-2.